# Eigenwoningforfait
Het eigenwoningforfait is een begrip in enkele artikelkopjes in de Nederlandse Wet inkomstenbelasting 2001. In de wetstekst zelf wordt het voordelen uit eigen woning genoemd. Deze wet deelt het inkomen in in boxen, met een forfaitair inkomen uit vermogen in box 3. Voor de eigen woning wordt echter een uitzondering gemaakt. Een forfaitair bepaald inkomen uit de eigen woning (het gebruiksgenot als inkomen in natura), eigenwoningforfait genoemd, is belastbaar in box 1. Daardoor zijn de kosten ter verwerving en behoud van deze bron van inkomen in principe aftrekbaar, zelfs als ze hoger zijn dan de inkomsten.  
Het eigenwoningforfait wordt bepaald op basis van de WOZ-waarde. Bij de hoogte wordt al rekening gehouden met onderhoudskosten, deze zijn dan ook niet aftrekbaar. Wel is de rente over de eigenwoningschuld aftrekbaar, waardoor inderdaad vaak het belastbaar inkomen uit de eigen woning negatief is.
De Commissie Van Dijkhuizen heeft voorgesteld de eigen woning geleidelijk te verhuizen van box 1 naar box 3.

## De waarde van de woning en het percentage (inclusief villagrens)
Het eigenwoningforfait is geregeld in artikel 3.112 van de Wet IB 2001. Het wordt bepaald op basis van de eigenwoningwaarde, dit is de door de gemeente vastgestelde WOZ-waarde. Voor het belastingjaar 2018 is dit bijvoorbeeld de WOZ-waarde voor 2018, dit is de waarde van de woning op 1 januari 2017. Het kabinet Rutte 3 heeft een reeks aanpassingen in de inkomstenbelasting aangekondigd, waaronder een verlaging van de tarieven als een verlaging van het eigenwoningforfait.
Verder is er een "villagrens". Dit is de woningwaarde waarboven het marginale eigenwoningforfait afwijkt van het algemene bijtellingspercentage. Eén en ander is niet zozeer een schatting van de werkelijke waarde van het "inkomen in natura", maar eerder de uitkomst van politieke afwegingen.
| WOZ-waarde                  | 2024                                | 2023                                | 2022                                | 2021                                | 2020                                | 2019                                |
| --------------------------- | ----------------------------------- | ----------------------------------- | ----------------------------------- | ----------------------------------- | ----------------------------------- | ----------------------------------- |
| € 0 t/m € 12.500            | 0,00%                               | 0,00%                               | 0,00%                               | 0,00%                               | 0,00%                               | 0,00%                               |
| € 12.501 t/m € 25.000       | 0,10%                               | 0,10%                               | 0,15%                               | 0,20%                               | 0,20%                               | 0,25%                               |
| € 25.001 t/m € 50.000       | 0,20%                               | 0,20%                               | 0,25%                               | 0,30%                               | 0,35%                               | 0,35%                               |
| € 50.001 t/m € 75.000       | 0,25%                               | 0,25%                               | 0,35%                               | 0,40%                               | 0,45%                               | 0,50%                               |
| € 75.001 t/m villagrens*    | 0,35%                               | 0,35%                               | 0,45%                               | 0,50%                               | 0,60%                               | 0,65%                               |
| Waarde hoger dan villagrens | € 4.620 + 2,35% boven de villagrens | € 4.200 + 2,35% boven de villagrens | € 5.085 + 2,35% boven de villagrens | € 5.550 + 2,35% boven de villagrens | € 6.540 + 2,35% boven de villagrens | € 7.020 + 2,35% boven de villagrens |
| *) Villagrens               | € 1.310.000                         | € 1.200.000                         | € 1.130.000                         | € 1.110.000                         | € 1.090.000                         | € 1.080.000                         |

| WOZ-waarde                  | 2018                                | 2017                                | 2016                                | 2015                                | 2014                                | 2013                                |
| --------------------------- | ----------------------------------- | ----------------------------------- | ----------------------------------- | ----------------------------------- | ----------------------------------- | ----------------------------------- |
| € 0 t/m € 12.500            | 0,00%                               | 0,00%                               | 0,00%                               | 0,00%                               | 0,00%                               | 0,00%                               |
| € 12.501 t/m € 25.000       | 0,25%                               | 0,30%                               | 0,30%                               | 0,30%                               | 0,25%                               | 0,20%                               |
| € 25.001 t/m € 50.000       | 0,40%                               | 0,45%                               | 0,45%                               | 0,45%                               | 0,40%                               | 0,35%                               |
| € 50.001 t/m € 75.000       | 0,55%                               | 0,60%                               | 0,60%                               | 0,60%                               | 0,55%                               | 0,45%                               |
| € 75.001 t/m villagrens*    | 0,70%                               | 0,75%                               | 0,75%                               | 0,75%                               | 0,70%                               | 0,60%                               |
| Waarde hoger dan villagrens | € 7.420 + 2,35% boven de villagrens | € 7.950 + 2,35% boven de villagrens | € 7.875 + 2,35% boven de villagrens | € 7.875 + 2,05% boven de villagrens | € 7.350 + 1,80% boven de villagrens | € 6.360 + 1,55% boven de villagrens |
| *) Villagrens               | € 1.060.000                         | € 1.060.000                         | € 1.050.000                         | € 1.050.000                         | € 1.040.000                         | € 1.040.000                         |

| WOZ-waarde                  | 2012                                | 2011                                | 2010                                | 2009                                | 2008                                | 2007                                |
| --------------------------- | ----------------------------------- | ----------------------------------- | ----------------------------------- | ----------------------------------- | ----------------------------------- | ----------------------------------- |
| € 0 t/m € 12.500            | 0,00%                               | 0,00%                               | 0,00%                               | 0,00%                               | 0,00%                               | 0,00%                               |
| € 12.501 t/m € 25.000       | 0,20%                               | 0,20%                               | 0,20%                               | 0,20%                               | 0,20%                               | 0,20%                               |
| € 25.001 t/m € 50.000       | 0,35%                               | 0,30%                               | 0,30%                               | 0,30%                               | 0,30%                               | 0,30%                               |
| € 50.001 t/m € 75.000       | 0,45%                               | 0,40%                               | 0,40%                               | 0,40%                               | 0,40%                               | 0,40%                               |
| € 75.001 t/m villagrens*    | 0,60%                               | 0,55%                               | 0,55%                               | 0,55%                               | 0,55%                               | 0,55%                               |
| Waarde hoger dan villagrens | € 6.240 + 1,30% boven de villagrens | € 5.610 + 1,05% boven de villagrens | € 5.555 + 0,80% boven de villagrens | € 5.500 + 0,55% boven de villagrens | € 9.300 + 0,00% boven de villagrens | € 9.150 + 0,00% boven de villagrens |
| *) Villagrens               | € 1.040.000                         | € 1.020.000                         | € 1.010.000                         | € 1.000.000                         | € 1.690.909                         | € 1.663.636                         |

| WOZ-waarde                  | 2006                                | 2005                                | 2004                                | 2003                                | 2002                                | 2001                                |
| --------------------------- | ----------------------------------- | ----------------------------------- | ----------------------------------- | ----------------------------------- | ----------------------------------- | ----------------------------------- |
| € 0 t/m € 12.500            | 0,00%                               | 0,00%                               | 0,00%                               | 0,00%                               | 0,00%                               | 0,00%                               |
| € 12.501 t/m € 25.000       | 0,20%                               | 0,20%                               | 0,30%                               | 0,30%                               | 0,30%                               | 0,30%                               |
| € 25.001 t/m € 50.000       | 0,30%                               | 0,35%                               | 0,50%                               | 0,50%                               | 0,50%                               | 0,50%                               |
| € 50.001 t/m € 75.000       | 0,40%                               | 0,45%                               | 0,65%                               | 0,65%                               | 0,60%                               | 0,60%                               |
| € 75.001 t/m villagrens*    | 0,55%                               | 0,60%                               | 0,85%                               | 0,80%                               | 0,80%                               | 0,80%                               |
| Waarde hoger dan villagrens | € 8.900 + 0,00% boven de villagrens | € 8.750 + 0,00% boven de villagrens | € 8.500 + 0,00% boven de villagrens | € 8.200 + 0,00% boven de villagrens | € 8.000 + 0,00% boven de villagrens | € 7.800 + 0,00% boven de villagrens |
| *) Villagrens               | € 1.618.182                         | € 1.458.333                         | € 1.000.000                         | € 1.025.000                         | € 1.000.000                         | € 975.000                           |

### Indexering
Wijzigingen waarvoor niet de procedure van een wetswijziging is vereist zijn die gebaseerd op IB art. 10.3, 3e t/m 6e lid, die regels geven voor aanpassingen van de percentages en bedragen (behalve het percentage van de "villabelasting") bij ministeriële regeling, op basis van de ontwikkeling van de huurprijzen en de eigenwoningwaarden.  Wijzigingen waarvoor niet de procedure van een wetswijziging is vereist zijn verder die op basis van IB art. 10.3a, dit zijn verhogingen van het laatste percentage, dat van de "villabelasting". In 2011 is het percentage opgehoogd naar 1,05%, en in 2012 naar 1,30%, om in 2016 te eindigen op 2,35%. De verhoging per jaar is 0,2571%-punt (uitgaande van het niet afgeronde oude percentage), met afronding naar beneden van het resultaat op een veelvoud van 0,05%-punt. Op 28 januari 2011 deelde het kabinet mee dat de indexatie van de villagrens elk jaar zal blijven plaatsvinden. In 2013 is het bedrag, net als veel andere bedragen in de wet, niet geïndexeerd.
Het percentage voor de grote categorie "€ 75.001 t/m villagrens" wordt jaarlijks geïndexeerd door het percentage vóór afronding te vermenigvuldigen met het product van de factor ih en de factor iw. Onder de factor ih wordt verstaan: de verhouding van het indexcijfer van de woninghuren over juli van het voorafgaande kalenderjaar tot dat indexcijfer over juli van het tweede voorafgaande kalenderjaar (dus groter dan 1 bij stijging van de huren). Onder de factor iw wordt verstaan: de verhouding van het gemiddelde van de eigenwoningwaarden die betrekking hebben op het voorafgaande kalenderjaar en het gemiddelde van die waarden die betrekking hebben op het kalenderjaar (dus kleiner dan 1 bij stijging van de eigenwoningwaarden). Voor het belastingjaar 2018 is de factor iw bijvoorbeeld het gemiddelde van de WOZ-waarden voor 2017, gedeeld door het gemiddelde van WOZ-waarden voor 2018, dit is het gemiddelde van de waarden van de woningen op 1 januari 2016, gedeeld door het gemiddelde van de waarden van de woningen op 1 januari 2017. Dit is 100/105,9, omdat in 2016 de waarden van de woningen gemiddeld 5,9% gestegen zijn.

### Voorbeelden
Bedraagt de WOZ-waarde van een huis € 200.000, dan is het eigenwoningforfait 0,70% (2018) van die € 200.000, dus € 1400. Als de aftrekbare hypotheekrente minstens hetzelfde bedraagt en het inkomen in box 1 inclusief eigenwoningforfait zowel vóór als na aftrek van hypotheekrente in schijf 2 of 3 valt, zijn de extra belasting/premies in box 1 40,8% van € 1400, dit is € 571, en de vermindering van de algemene heffingskorting 4,787% van € 1400, dit is € 67, zodat in totaal € 638 (45,587% van € 1400) meer belasting/premies moeten worden betaald. Als de aftrekbare hypotheekrente minder bedraagt dan € 1400 dan wordt slechts het voordeel van die aftrek tenietgedaan.

### Regeerakkoord 2017
Regeerakkoord 2017: Vanaf 2020 wordt het tarief geleidelijk met in totaal 0,15%-punt verlaagd. Het was in 2017 bij een woningwaarde van € 75.000 tot de villagrens 0,75%. Dit zou dus 0,6% worden.

### Vergelijking met vermogen in box 3
In veel gevallen is de belasting over het eigenwoningforfait 40,85% van 0,7%, is 0,286% van de WOZ-waarde. Boven de villagrens is dit in de hoogste schijf marginaal 40,85% van 2,35%, is 0,960%.
In box 3 is het forfaitaire rendement in de tweede vermogensschijf ongeveer 4,5%. De belasting daarover is 30%, dit is 1,35% van dit deel van het vermogen, dus veel meer dan bovengenoemde 0,286%.
Een beleidsoptie van de overheid is het geleidelijk verhogen van het eigenwoningforfait naar 2,45% (20 jaar lang een verhoging van 0,1 %-punt per jaar).
Kritiek op de villabelasting
Register Belastingadviseurs meldt dat diverse kantoren bezwaar maken tegen de villabelasting met het argument dat deze weleens strijdig zou kunnen zijn met artikel 1 EP/EVRM . In het Register concludeert mr. H.M. Klooster RB dat de villabelasting naar zijn mening op stelselniveau in strijd is met artikel 1 EP/EVRM . Hij is van mening dat de villabelasting miskent dat sprake is van een afnemend grensnut bij een eigen woning met een hogere woz-waarde en dat bovendien geen rekening wordt gehouden met de sterk gestegen vaste lasten. Op individueel niveau kan de last zo hoog zijn, dat deze disproportioneel wordt. Als het forfaitaire rendement hoger is dan het werkelijke rendement kan dan sprake zijn van door artikel 1EP/EVRM in samenhang met artikel 14 EVRM, gewaarborgde rechten.
, , .

## Overige woningen
Het eigenwoningforfait geldt niet voor andere woningen dan de eigen woning. De waarde van die andere woningen (in gebruik als tweede woning, of verhuurd) valt in box 3. Een schuld die verband houdt met zo'n woning valt onder de algemene regels van box 3 voor schulden. Dit geldt ook voor het deel van de schuld in verband met de eigen woning waarover de rente niet aftrekbaar is. De werkelijk ontvangen huur is verder niet belast, de werkelijk betaalde rente verder niet aftrekbaar.

## Meer belasting betalen door eigen woning
De aftrek wegens geen of geringe eigenwoningschuld zorgde ervoor dat de eigen woning (exclusief KEW, SEW of BEW) nooit tot gevolg had dat men per saldo meer belasting betaalt. Door de tariefsaanpassing aftrek kosten eigen woning en de afbouw van de hier genoemde aftrek is dit inmiddels niet meer waar.
Bij bijvoorbeeld een eigenwoningforfait van € 2000 en een aftrekbare rente van € 0 heeft de eigen woning in 2019 tot gevolg dat men in box 1 belasting betaalt over € 66 extra inkomen. Bij een aftrekbare rente van € 800 heeft de eigen woning in 2019 tot gevolg dat men in box 1 belasting betaalt over € 40 extra inkomen, en bovendien eventueel de heffing in het kader van de tariefsaanpassing aftrek kosten eigen woning, van 2,75% van € 800, is € 22.

## Geschiedenis
Sinds 1893 is er materieel een soort 'eigenwoningforfait', toen de Wet op de vermogensbelasting 1892 in Nederland werd ingevoerd. In de jaren negentig van de 19e eeuw kwam minister van Financiën Nicolaas Pierson met dit wetsvoorstel voor een belasting op inkomsten uit vermogen (inclusief de eigen woning), waarbij deze inkomsten forfaitair gesteld worden op jaarlijks 4% van dat vermogen. Voor wat betreft de eigen woning was dit gebaseerd op de gedachte dat iemand met een eigen woning deze zou kunnen verhuren. Dit inkomen had de eigenwoningbezitter niet echt, daarom heette het ook een fictief ofwel forfaitair (= vooraf vastgesteld) inkomen. Dit stuitte op verzet, maar de overheid redeneerde dat het bezit van de woning huur uitspaart. Het feit dat de eigen woning als bron van inkomen werd beschouwd had de consequentie dat alle kosten voor de eigen woning, waaronder de onderhoudskosten en de betaalde hypotheekrente, van het inkomen worden afgetrokken, als kosten ter verwerving van dat inkomen, zelfs als die hoger waren dan het inkomen, zoals meestal het geval was.
Later werden de echte inkomsten uit vermogen belast, maar voor de eigen woning kwam er toen een apart huurwaardeforfait. Bij de invoering van de Wet Inkomstenbelasting 2001, waarbij inkomsten uit vermogen weer forfaitair werden vastgesteld, bleef er toch een aparte regeling, nu eigenwoningforfait genoemd, waar tegenover staat dat over de eigen woning geen vermogensrendementsheffing hoeft te worden betaald.
Oorspronkelijk stond het eigenwoningforfait technisch los van de hypotheekrenteaftrek: als iemand minder aftrekbare rente had dan het eigenwoningforfait bedroeg (bijvoorbeeld door een lage hypotheekschuld) leverde de eigen woning per saldo een belastingnadeel op. Dit wordt voorkomen door de op 1 januari 2005 ingegane wet Hillen, genoemd naar toenmalig Tweede Kamerlid Hans Hillen, waarbij de "aftrek wegens geen of geringe eigenwoningschuld" werd ingevoerd (zie boven).
Per 1 januari 2010 is de regering begonnen met het ophogen van het eigenwoningforfait voor huizen van boven de 1 miljoen euro. Jaarlijks wordt dit bedrag aangepast aan de indexatie. Dit verhoogde eigenwoningforfait loopt op van 0,80% in 2010 via 1,05% in 2011 naar een slotstand van 2,35% in 2016. Het bedrag waarover het verhoogde eigenwoningforfait wordt geheven (villagrens) werd in 2010 verhoogd van 1.000.000 naar 1.010.000. Per 1 januari 2011 ging het bedrag naar 1.020.000. Op 28 januari 2011 deelde het kabinet mee dat deze indexatie van deze villagrens elk jaar zal blijven plaatsvinden.
Op 2 januari 2014 ontstond politiek rumoer bij de oppositie over de "stiekeme" verhoging van het forfait per 2014. Staatssecretaris Frans Weekers schreef een brief met uitleg.